# ليندا واتسون
ليندا واتسون (بالإنجليزية: Linda Watson)‏ هي لاعب هوكي الحقل زيمبابوية، ولدت في 15 سبتمبر 1955.

## وصلات خارجية
- ليندا واتسون على موقع أوليمبيديا (الإنجليزية)